# Virola weberbaueri
Virola weberbaueri là một loài thực vật có hoa trong họ Myristicaceae. Loài này được Markgr. miêu tả khoa học đầu tiên năm 1926.